# Уэст, Джоди
Джоди Уэст (англ. Jodi West; род. 20 июня 1964 года в Лас-Вегасе, штат Невада, США) — американская порноактриса жанра MILF, с 2014 года также режиссёр порнографического кино. Номинантка премий AVN Awards и XBIZ Awards.

## Биография и карьера
Родилась в Лас-Вегасе, штат Невада; большинство кинобаз указывают в качестве даты рождения 20 июня 1964 года, некоторые другие источники — 6 июня 1966 года. Кинопоиск и IMDB — 30 мая 1964.
Более 20 лет работала в риэлторском бизнесе. Во время экономического кризиса потеряла работу, после чего попробовала превратить в заработок своё раннее хобби — эротический видеочат. Успешно начав, вместе с мужем Джеей Уэстом основывает в 2012 году во Флориде студию Forbidden Fruit Films.

## Фильмография
В качестве актрисы
(серии фильмов)
- Lesbian Triangles 22-28 (2011—2014)
- Blended and Twisted 1-2 (2012—2013)
- Memoirs of Bad Mommies 0-21 (2012—2013)
- Mother-Son Secrets 0-10 (2012—2013)
- Who Needs Boys (2012—2015)
- Mothers Forbidden Romances 1-2 (2013)
- Hot MILF Handjobs 1-5 (2013—2014)
- Mother’s Indiscretion 1-3 (2013—2014)
- Mother’s Seductions 1-2 (2013—2014)
- Mothers Behaving Very Badly 1-2 (2013—2014)
- Real American Swinger Stories 1-2 (2013—2014)
- Sins of Our Fathers 1-2 (2013—2014)
- C yoU Next Tuesday 1-4 (2013—2015)
- Mother-Daughter Lesbian Lessons 1-5 (2013—2015)
- Mommy Fixation 1-3 (2013—2015)
- Accidentally Lesbian 1-2 (2014)
- Lesbian Training Day 1-3 (2014)

В качестве режиссёра
(фильмы)
- Lesbian Training Day (2014)
- Lesbian Training Day 3 (2014)
- Mommy Fixation 3 (2015)
- Mother-Daughter Lesbian Lessons (2015)

## Профильные номинации и премии
(в качестве порноактрисы и главы студии Forbidden Fruit Films)
AVN Awards
- 2014 — номинации на «MILF Performer of the Year», «Best New Studio», «Best Older Woman/Younger Girl Release» (за фильм Mother-Daughter Lesbian Lessons) и «Best New Series» (за серию фильмов «Mother’s Indiscretions»)[2][3]
- 2015 — 16 номинаций актрисы и студии, в том числе номинации на «MILF Performer of the Year», «Fan Award: Hottest MILF», «Best Girl/Girl Sex Scene» (за фильм Call Me Mother), «Best Actress» (за Call Me Mother), «Best All-Girl Series» (за C yoU Next Tuesday и Mother-Daughter Lesbian Lessons), «Best Marketing» и т. д.[2][4]
- 2016 — номинация на «MILF Performer of the Year» и ещё 4 номинации студии[2][5]

XBiz Awards
- 2014 — номинация на «MILF Performer of the Year»[2][6], премия за «Best Pro-Am Release» (за фильм Mother’s Indiscretion, 2013)[1][7][8]
- 2015 — номинация на «MILF Performer of the Year»[2], премия за «Vignette Release of the Year» (за фильм Entrapments)[9]
- 2016 — номинация на «MILF Performer of the Year»[2]